# Tertuliano Potiguara
Tertuliano de Albuquerque Potiguara (Sobral, 27 de abril de 1873 — Rio de Janeiro, 30 de setembro de 1957) foi um general de divisão do Exército Brasileiro.

## Biografia
Filho de Antonio Domingos da Silva, português de nascimento e de Rosa Cândida de Albuquerque, nasceu na Serra da Meruoca, então pertencente ao território do município de Sobral. Estudou na antiga Escola Militar do Ceará, em Fortaleza, servindo depois na Infantaria, em 1889, no Rio de Janeiro. 
Foi promovido a alferes em 3 de novembro de 1894, 1º tenente em 6 de junho de 1907 e a capitão em 7 de abril de 1909. Era amigo pessoal de Floriano Peixoto. Serviu na Brigada Policial da Capital Federal no posto de major, de 1910 a 1914. Foi figura polêmica e de destaque nas Revolta da Vacina e na Guerra do Contestado, tendo sido acusado de crimes de guerra na última campanha.
Com a entrada do Brasil na I Guerra Mundial no final de 1917, em 1918 o país enviou à França uma missão militar, da qual participou, tendo alcançado o posto de tenente-coronel por atos de bravura praticados em batalha, em outubro daquele ano. Em 8 de julho de 1921 foi promovido a coronel por merecimento; a General-de-brigada em 20 de janeiro de 1923 e finalmente General-de-divisão em 6 de novembro de 1926. 
Sempre do lado legalista, combateu a Revolta Paulista de 1924, comandando a Brigada Potiguara sob ordens do General Eduardo Sócrates, lutando contra os tenentes rebelados do Exército e da Força Pública de São Paulo, liderando a repressão no bairro da Mooca. Em 1932, ao lado dos tenentes contra os quais havia lutado 8 anos antes, combateu contra a oligarquia paulista que promovia uma Revolta Constitucionalista. 
Foi eleito deputado federal pelo Ceará na Primeira República. Ao receber pelo correio uma encomenda, sofreu um atentado ao explodir uma dinamite, arrancando-lhe um braço. Morreu no Rio de Janeiro.

## Homenagens
A 5ª Brigada de Cavalaria Blindada, unidade do Exército Brasileiro sediada em Ponta Grossa, possui em sua homenagem o nome histórico de Brigada General Tertuliano de Albuquerque Potiguara.
Em 31 de outubro de 1974, uma rua de Fortaleza foi batizada com o seu nome.[carece de fontes?]